# Nosibe
Nosibe is een plaats en commune in het noorden van Madagaskar, behorend tot het district Vohemar, dat gelegen is in de regio Sofia. Tijdens een volkstelling in 2001 telde de plaats 9.085 inwoners.
De plaats biedt enkel lager onderwijs aan. 85 % van de bevolking werkt als landbouwer, 14 % houdt zich bezig met veeteelt en 0,5 % verdient zijn brood als visser. Het belangrijkste landbouwproduct is rijst; andere belangrijke producten zijn bananen, suikerriet en mais. Verder is 0,5% actief in de dienstensector.